# Vaalii Faalogo
Vaalii Faalogo (ur. 9 listopada 1983) – samoański piłkarz występujący na pozycji obrońcy. W 2012 roku wziął udział w Pucharze Narodów Oceanii.